# Серпень 2005
Події серпня 2005 року.
- 1 серпня — помер король Саудівської Аравії Фахд бін Абдель Азіз ас-Сауд. Престол зайняв його брат Абдулла.
- 4 серпня:
  - У Франкфурті-на-Майні відкрилася перша міжнародна конференція Wikimania 2005.
  - Утворення урагану Ірен біля Бермудських островів.
- 6 серпня — Катастрофа літака ATR 72 біля Палермо, 16 з 39 людей на борту загинуло.
- 7 серпня — помер Євдокимов Михайло — російський актор і гуморист, губернатор Алтайського краю Росії.
- 13 серпня — поблизу м. Грамматикос (що за 40 км від Афин, Греція) розбився пасажирський літак Боїнг-737 компанії Helios Airlines. Літак зіткнувся з горою. Екіпаж і пасажири (112 чол.) загинули.
- 22 серпня — у Ленсі, Франція, у присутності представників урядів Канади, Великої Британії, Франції та України відкрито бронзову меморіальну дошку героєві Першої світової війни, українцеві за походженням, Пилипу Коновалу[1].
- 23 серпня — відкрито 44-тa станцію Київського метрополітену — Бориспільську.
- 23 серпня — 31 серпня — ураган «Катріна», один з найбільш руйнівних ураганів. Постраждало місто Новий Орлеан. Безвісти пропало близько 30 тис. людей.
- 26 серпня — у Суперкубку УЄФА англійський «Ліверпуль» переміг російський «ЦСКА».
- 29 серпня — буревій «Катріна» досягнув південно-східного узбережжя США.